# Yu Huan
 Yu Huan (fl. Século III) foi um historiador do estado de Cao Wei que viveu durante o período dos Três Reinos na China.

## Vida
Yu Huan nasceu na região de Jingzhao, localizada na atual Xian, província de Shaanxi. É conhecido por ter escrito as obras Weilüe e Dianlüe. Segundo o Livro de Sui, essas obras eram compostas por 33 e 89 volumes, respectivamente. Já o Antigo Livro de Tang registrou 38 volumes para o Weilüe e 50 para o Dianlüe, enquanto o Novo Livro de Tang indicou que o Weilüe teria 50 volumes.
Nenhuma dessas obras sobreviveu integralmente, mas um volume do Weilüe foi preservado em uma extensa nota de rodapé nos Registros dos Três Reinos, na 30ª seção sobre os Wuhuan, Xianbei e Dongyi, adicionada por Pei Songzhi no século V. Esse trecho serviu como um guia complementar sobre as Regiões Ocidentais na obra.
De acordo com o Shitong, compilado por Liu Zhiji, Yu Huan chegou a ocupar o cargo de prefeito de Luoyang, então capital do estado de Cao Wei (220–265). Embora aparentemente nunca tenha saído da China, reuniu uma vasta quantidade de informações sobre as nações ocidentais, incluindo a Pártia, Índia, o Império Romano  e as diversas rotas que levavam a esses territórios. Parte desses registros — que chegaram à China muito tempo depois de Yu Huan — também pode ser encontrada nas seções dedicadas às Regiões Ocidentais nos Registros do Historiador, no Livro de Han e no Livro de Han Posterior.
Apesar de incluir informações antigas — por vezes fantasiosas — o Weilüe apresenta materiais inéditos e confiáveis, a maioria datada do final do século II e início do século III. É justamente esse conteúdo novo que torna o Weilüe uma fonte de grande valor para o estudo do período da dinastia Han Oriental, antes de a China se isolar do Ocidente devido às guerras civis ao longo de suas fronteiras, no século II d.C.